# Klebsiella granulomatis
Klebsiella granulomatis ist ein fakultativ anaerobes, gramnegatives Stäbchenbakterium. Dieses Bakterium kann durch Sexualverkehr übertragen werden und löst die sogenannte Donovanosis aus.

## Merkmale
Wie alle Klebsiella-Arten bildet Klebsiella granulomatis fakultativ anaerobe, nicht-bewegliche, nicht sporenbildende Stäbchen, allerdings ist es pleomorph, d. h., sie sind sehr vielgestaltig. Die Stäbchen können gerade oder gekrümmt sein, es kommen aber auch Kokken und Diplokokken vor. Reife Formen bilden eiförmige bis elliptische Kapseln aus, die 0,5 bis 0,7 µm breit und 1 bis 1,5 µm lang sind. Unreife Formen bilden hingegen keine Kapseln, sind eher kokkenförmig und messen 0,6 bis 1 µm. 
Klebsiella granulomatis wächst fakultativ intrazellulär und besiedelt dort das Zytoplasma großer einkerniger Zellen und gelegentlich polymorphonuclearer Leukozyten. Der Keim wurde aus Hühnerembryos aus deren entwickeltem Gehirn und dem Dottersack isoliert. Nährmedien enthalten deshalb oft Dotter. Die optimale Wachstumstemperatur beträgt 37 °C.

## Krankheitsbild
Klebsiella granulomatis kann durch Sexualverkehr übertragen werden und gehört somit zu den STD. Es löst die sogenannte Donovanosis aus, auch Granuloma inguinale genannt. Diese ist nicht zu verwechseln mit dem Lymphogranuloma inguinale, welches durch Chlamydia trachomatis verursacht wird.(siehe Granuloma inguinale)

## Empfindlichkeit gegen Antibiotika
Wie viele gramnegative Bakterien ist Klebsiella granulomatis auch gegen β-Lactam-Antibiotika resistent. Die Behandlung geschieht mit Tetracyclinen wie Doxycyclin oder Cotrimoxazol, alternativ auch mit Chinolon-Antibiotika und (insbesondere in der Schwangerschaft) Makroliden (z. B. Erythromycin).
Alle Geschlechtspartner sollten einer Behandlung (Postexpositionsprophylaxe) unterzogen werden um den Ping-Pong-Effekt zu vermeiden.

## Systematik
Klebsiella granulomatis wurde von Aragão und Vianna als Calymmatobacterium granulomatis beschrieben. Carter et al. zeigten aber die sehr hohe genetische Übereinstimmung (über 99 %) mit Klebsiella pneumoniae und Klebsiella rhinosleromatis und stellten das Bakterium daher in die Gattung Klebsiella. Andere Synonyme sind Encapsulatus inguinalis (Bergey 1923) und Donovania granulomatis (Anderson et al. 1944).